# ネーム・ドロッピング
ネーム・ドロッピング（name-dropping、ネーム・ドロップ）とは、自身と重要な人物や組織との関係を示すために、名前を挙げたり、ほのめかしたりする行為である。 
これは、他者に印象づけようとする試みを意味し、通常は否定的に捉えられ、 特定の状況下では職業倫理違反となる 会話、 物語、 歌、オンラインアイデンティティ、 その他のコミュニケーションの中で行われる。
論理的な議論で用いられると、これは権威の誤用という論理的誤りの一例となることがある。

## 目的
ネーム・ドロッピングは、社会階層内での自身の位置づけを示すために使用される。 自身の地位を高めることで優越感を演出するために使われる。高い地位にある人々とのつながりを暗示する（または直接主張する）ことによって、ネームドロップする人は、ネームドロップされた人々の社会的地位に近づくレベルまで自分自身の社会的地位を高め、それによって現在の仲間より上に、または仲間内に入りたいと願っている。
ネーム・ドロッピングは、共通の絆を持つ人々を特定するためにも使用できる。 知人の名前を挙げることで、自身の社会的つながりを知らせ、同じような人脈を持つ人々と交流する機会を提供する。
権威に訴える論証の一形態として、ネーム・ドロッピングによる引用は、非公式の議論の重要な形式になり得る。ただし、言及される人物が議論の主題の専門家であり、その人物の見解が正確に表現されている場合に限る。